# Sportgemeinschaft 09 Wattenscheid 1990-1991
Questa voce raccoglie le informazioni riguardanti la Sportgemeinschaft 09 Wattenscheid nelle competizioni ufficiali della stagione 1990-1991.

## Stagione
Nella stagione 1990-1991 il Wattenscheid, allenato da Hans Bongartz, concluse il campionato di Bundesliga al 11º posto. In Coppa di Germania il Wattenscheid fu eliminato ai quarti di finale dall'Eintracht Francoforte.

## Rosa
| N. |                     | Ruolo | Calciatore        |
| -- | ------------------- | ----- | ----------------- |
| 14 | Germania (bandiera) | C     | Dennis Lucke      |
|    | Germania (bandiera) | P     | Ralf Eilenberger  |
|    | Germania (bandiera) | P     | Udo Mai           |
|    | Germania (bandiera) | D     | Jörg Bach         |
|    | Germania (bandiera) | D     | Stefan Emmerling  |
|    | Germania (bandiera) | D     | Stefan Kuhn       |
|    | Germania (bandiera) | D     | Thomas Langbein   |
|    | Germania (bandiera) | D     | Hans-Werner Moser |
|    | Germania (bandiera) | D     | Uwe Neuhaus       |
|    | Germania (bandiera) | D     | Martin Reimann    |
|    | Germania (bandiera) | D     | Thomas Siewert    |
|    | Germania (bandiera) | D     | Jörg Sobiech      |
|    | Germania (bandiera) | C     | Eduard Buckmaier  |

| N. |                     | Ruolo | Calciatore     |
| -- | ------------------- | ----- | -------------- |
|    | Germania (bandiera) | C     | Thorsten Fink  |
|    | Germania (bandiera) | C     | Frank Hartmann |
|    | Germania (bandiera) | C     | Dirk Kontny    |
|    | Germania (bandiera) | C     | Thomas Stoll   |
|    | Germania (bandiera) | C     | Heinz Vossen   |
|    | Ghana (bandiera)    | A     | Ali Ibrahim    |
|    | Germania (bandiera) | A     | Peter Jahn     |
|    | Germania (bandiera) | A     | Harald Kohr    |
|    | Senegal (bandiera)  | A     | Souleyman Sané |
|    | Germania (bandiera) | A     | Werner Schmitz |
|    | Germania (bandiera) | A     | Robert Trenner |
|    | Germania (bandiera) | A     | Uwe Tschiskale |

## Organigramma societario
Area tecnica
- Allenatore: Hans Bongartz
- Allenatore in seconda:
- Preparatore dei portieri:
- Preparatori atletici:

## Calciomercato

### Sessione estiva
| Acquisti | Acquisti          | Acquisti                   | Acquisti |
| R.       | Nome              | da                         | Modalità |
| -------- | ----------------- | -------------------------- | -------- |
| A        | Ali Ibrahim       | Great Olympics             |          |
| A        | Harald Kohr       | Grasshoppers               |          |
| D        | Stefan Kuhn       | Norimberga                 |          |
| D        | Hans-Werner Moser | Amburgo                    |          |
| A        | Souleyman Sané    | Norimberga                 |          |
| A        | Robert Trenner    | Wattenscheid 09 (juniores) |          |

| Cessioni | Cessioni          | Cessioni        | Cessioni |
| R.       | Nome              | a               | Modalità |
| -------- | ----------------- | --------------- | -------- |
| A        | Maurice Banach    | Colonia         |          |
| D        | Martin Kollenberg | Preußen Münster |          |
| C        | Harald Kügler     | Preußen Münster |          |
| A        | Heiko Ueding      | Schweinfurt 05  |          |
| A        | Dirk van der Ven  | Schweinfurt 05  |          |

### Sessione invernale
| Acquisti | Acquisti | Acquisti | Acquisti |
| R.       | Nome     | da       | Modalità |
| -------- | -------- | -------- | -------- |

| Cessioni | Cessioni        | Cessioni        | Cessioni |
| R.       | Nome            | a               | Modalità |
| -------- | --------------- | --------------- | -------- |
| A        | Srdjan Jankovic | Rot-Weiss Essen |          |

## Risultati

### Bundesliga

#### Girone di andata
| Arbitro: | Strigel |

|                   |           |  |
| Fink 38’ Sané 84’ | Marcatori |  |

| Arbitro: | Kasper |

|  |           |                         |
|  | Marcatori | 84’ Fink 90’ Tschiskale |

| Arbitro: | Osmers |

|                |           |           |
| Tschiskale 24’ | Marcatori | 62’ Meier |

| Arbitro: | Steinborn |

|                   |           |          |
| Schreier 55’, 89’ | Marcatori | 53’ Sané |

| Arbitro: | Dellwing |

|  |           |                                       |
|  | Marcatori | 44’ (rig.) Ordenewitz 75’, 89’ Banach |

| Arbitro: | Birlenbach |

|          |           |                |
| Golke 8’ | Marcatori | 39’ Tschiskale |

| Arbitro: | Scheuerer |

|  |           |              |
|  | Marcatori | 61’ Dammeier |

| Arbitro: | Matheis |

|          |           |                                             |
| Kögl 29’ | Marcatori | 47’ Sané 62’ Kuhn 84’ Tschiskale 89’ Kontny |

| Arbitro: | Kriegelstein |

|              |           |  |
| Hartmann 34’ | Marcatori |  |

| Arbitro: | Berg |

|            |           |                    |
| Glesius 6’ | Marcatori | 19’, 84’, 87’ Sané |

| Arbitro: | Albrecht |

|              |           |          |
| Hartmann 80’ | Marcatori | 66’ Zorc |

| Arbitro: | Umbach |

|           |           |              |
| Haber 29’ | Marcatori | 12’ Hartmann |

| Arbitro: | Boos |

|                            |           |              |
| Hartmann 64’, 85’ Sané 87’ | Marcatori | 81’ Unglaube |

| Arbitro: | Fux |

|                       |           |          |
| Allofs 20’ Kaiser 59’ | Marcatori | 57’ Kohr |

| Arbitro: | Tritschler |

|                                                                        |           |  |
| Effenberg 7’ Bender 13’ Wohlfarth 33’, 77’ Laudrup 53’, 88’ Kohler 60’ | Marcatori |  |

| Arbitro: | Föckler |

|  |           |                                    |
|  | Marcatori | 18’ Kohn 63’ Nehl 85’, 88’ Peschel |

| Arbitro: | Dellwing |

|                                                     |           |                         |
| Zárate 19’ Oechler 20’ Heidenreich 22’ Eckstein 90’ | Marcatori | 13’ Sané 69’ Tschiskale |

#### Girone di ritorno
| Arbitro: | Fux |

|              |           |            |
| Harttgen 34’ | Marcatori | 17’ Kontny |

| Bochum 1º marzo 1991, ore 20:00 CET 19ª giornata | Wattenscheid 09 | 0 – 0 referto | Bayer Uerdingen | Lohrheidestadion (5 226 spett.)\| Arbitro: \| Amerell \| |
| Arbitro:                                         | Amerell         |               |                 |                                                          |

| Arbitro: | Mierswa |

|           |           |          |
| Salou 79’ | Marcatori | 70’ Sané |

| Arbitro: | Neuner |

|          |           |                           |
| Bach 21’ | Marcatori | 51’ Herrlich 87’ Jorginho |

| Arbitro: | Prengel |

|            |           |              |
| Banach 62’ | Marcatori | 64’ Hartmann |

| Arbitro: | Steinborn |

|                      |           |                          |
| Sané 17’ Neuhaus 43’ | Marcatori | 13’ Hollerbach 77’ Golke |

| Amburgo 6 aprile 1991, ore 15:30 CEST 24ª giornata | Amburgo | 0 – 0 referto | Wattenscheid 09 | Volksparkstadion (16 000 spett.)\| Arbitro: \| Berg \| |
| Arbitro:                                           | Berg    |               |                 |                                                        |

| Arbitro: | Kasper |

|                  |           |                       |
| Kuhn 6’ Fink 26’ | Marcatori | 23’ Walter 30’ Sammer |

| Arbitro: | Strigel |

|                                                            |           |  |
| Möller 16’ Gründel 53’ Langbein 58’ (aut.) Bein 63’ (rig.) | Marcatori |  |

| Arbitro: | Malbranc |

|             |           |          |
| Neuhaus 84’ | Marcatori | 41’ Carl |

| Arbitro: | Heynemann |

|                  |           |                      |
| Driller 44’, 81’ | Marcatori | 25’ Ibrahim 74’ Bach |

| Bochum 11 maggio 1991, ore 15:30 CEST 29ª giornata | Wattenscheid 09 | 0 – 0 referto | Kaiserslautern | Lohrheidestadion (15 000 spett.)\| Arbitro: \| Albrecht \| |
| Arbitro:                                           | Albrecht        |               |                |                                                            |

| Arbitro: | Gangkofer |

|                     |           |                                      |
| Holzer 52’ Rahn 57’ | Marcatori | 18’ Hartmann 77’ Tschiskale 79’ Sané |

| Arbitro: | Assenmacher |

|               |           |  |
| Sané 57’, 71’ | Marcatori |  |

| Arbitro: | Wiesel |

|                                   |           |                             |
| Hartmann 61’ Neuhaus 69’ Fink 89’ | Marcatori | 38’ Effenberg 87’ Wohlfarth |

| Bochum 8 giugno 1991, ore 15:30 CEST 33ª giornata | Bochum    | 0 – 0 referto | Wattenscheid 09 | Ruhrstadion (25 000 spett.)\| Arbitro: \| Scheuerer \| |
| Arbitro:                                          | Scheuerer |               |                 |                                                        |

| Arbitro: | Merk |

|  |           |            |
|  | Marcatori | 8’ Dorfner |

### Coppa di Germania
| Arbitro: | Kuhne |

|            |           |                        |
| Bester 43’ | Marcatori | 32’ Fink 35’, 62’ Sané |

| Arbitro: | Fröhlich |

|              |           |                        |
| Bulanov 114’ | Marcatori | 95’ Hartmann 99’ Moser |

| Arbitro: | Steinborn |

|            |           |                             |
| Furtok 49’ | Marcatori | 8’ (aut.) Schröder 87’ Sané |

| Arbitro: | Theobald |

|                         |           |             |
| Binz 21’ Kruse 31’, 70’ | Marcatori | 84’ Ibrahim |

## Statistiche

### Statistiche di squadra
| Competizione      | Punti | In casa | In casa | In casa | In casa | In casa | In casa | In trasferta | In trasferta | In trasferta | In trasferta | In trasferta | In trasferta | Totale | Totale | Totale | Totale | Totale | Totale | DR |
| Competizione      | Punti | G       | V       | N       | P       | Gf      | Gs      | G            | V            | N            | P            | Gf           | Gs           | G      | V      | N      | P      | Gf     | Gs     | DR |
| ----------------- | ----- | ------- | ------- | ------- | ------- | ------- | ------- | ------------ | ------------ | ------------ | ------------ | ------------ | ------------ | ------ | ------ | ------ | ------ | ------ | ------ | -- |
| Bundesliga        | 33    | 17      | 5       | 7       | 5       | 19      | 21      | 17           | 4            | 8            | 5            | 23           | 30           | 34     | 9      | 15     | 10     | 42     | 51     | -9 |
| Coppa di Germania | -     | 0       | 0       | 0       | 0       | 0       | 0       | 4            | 3            | 0            | 1            | 8            | 6            | 4      | 3      | 0      | 1      | 8      | 6      | +2 |
| Totale            | 33    | 17      | 5       | 7       | 5       | 19      | 21      | 21           | 7            | 8            | 6            | 31           | 36           | 38     | 12     | 15     | 11     | 50     | 57     | -7 |

### Andamento in campionato
| Giornata  | 1 | 2 | 3 | 4 | 5  | 6 | 7  | 8 | 9 | 10 | 11 | 12 | 13 | 14 | 15 | 16 | 17 | 18 | 19 | 20 | 21 | 22 | 23 | 24 | 25 | 26 | 27 | 28 | 29 | 30 | 31 | 32 | 33 | 34 |
| --------- | - | - | - | - | -- | - | -- | - | - | -- | -- | -- | -- | -- | -- | -- | -- | -- | -- | -- | -- | -- | -- | -- | -- | -- | -- | -- | -- | -- | -- | -- | -- | -- |
| Luogo     | C | T | C | T | C  | T | C  | T | C | T  | C  | T  | C  | T  | T  | C  | T  | T  | C  | T  | C  | T  | C  | T  | C  | T  | C  | T  | C  | T  | C  | C  | T  | C  |
| Risultato | V | V | N | P | P  | N | P  | V | V | V  | N  | N  | V  | P  | P  | P  | P  | N  | N  | N  | P  | N  | N  | N  | N  | P  | N  | N  | N  | V  | V  | V  | N  | P  |
| Posizione | 4 | 2 | 3 | 5 | 10 | 9 | 12 | 9 | 6 | 5  | 6  | 6  | 5  | 6  | 9  | 10 | 11 | 11 | 11 | 11 | 12 | 13 | 13 | 13 | 13 | 14 | 13 | 14 | 14 | 12 | 10 | 10 | 10 | 11 |

Legenda:

Luogo: C = Casa; T = Trasferta. Risultato: V = Vittoria; N = Pareggio; P = Sconfitta.

### Statistiche dei giocatori
| Giocatore      | Bundesliga | Bundesliga | Bundesliga  | Bundesliga | Coppa di Germania | Coppa di Germania | Coppa di Germania | Coppa di Germania | Totale   | Totale | Totale      | Totale     |
| Giocatore      | Presenze   | Reti       | Ammonizioni | Espulsioni | Presenze          | Reti              | Ammonizioni       | Espulsioni        | Presenze | Reti   | Ammonizioni | Espulsioni |
| -------------- | ---------- | ---------- | ----------- | ---------- | ----------------- | ----------------- | ----------------- | ----------------- | -------- | ------ | ----------- | ---------- |
| J. Bach        | 22         | 2          | 2           | 0          | 3                 | 0                 | 0                 | 0                 | 25       | 2      | 2           | 0          |
| E. Buckmaier   | 14         | 0          | 1           | 0          | 3                 | 0                 | 1                 | 0                 | 17       | 0      | 2           | 0          |
| R. Eilenberger | 23         | 0          | 0           | 0          | 3                 | 0                 | 0                 | 0                 | 26       | 0      | 0           | 0          |
| S. Emmerling   | 29         | 0          | 8           | 0          | 1                 | 0                 | 1                 | 0                 | 30       | 0      | 9           | 0          |
| T. Fink        | 28         | 4          | 7           | 0          | 4                 | 1                 | 0                 | 0                 | 32       | 5      | 7           | 0          |
| F. Hartmann    | 34         | 8          | 2           | 0          | 4                 | 1                 | 1                 | 0                 | 38       | 9      | 3           | 0          |
| A. Ibrahim     | 18         | 1          | 2           | 0          | 1                 | 1                 | 0                 | 0                 | 19       | 2      | 2           | 0          |
| P. Jahn        | 0          | 0          | 0           | 0          | 0                 | 0                 | 0                 | 0                 | 0        | 0      | 0           | 0          |
| S. Jankovic    | 3          | 0          | 0           | 0          | 0                 | 0                 | 0                 | 0                 | 3        | 0      | 0           | 0          |
| H. Kohr        | 11         | 1          | 0           | 0          | 2                 | 0                 | 0                 | 0                 | 13       | 1      | 0           | 0          |
| D. Kontny      | 23         | 2          | 4           | 0          | 1                 | 0                 | 1                 | 0                 | 24       | 2      | 5           | 0          |
| S. Kuhn        | 23         | 2          | 5           | 0          | 2                 | 0                 | 0                 | 0                 | 25       | 2      | 5           | 0          |
| T. Langbein    | 12         | 0          | 1           | 0          | 1                 | 0                 | 0                 | 0                 | 13       | 0      | 1           | 0          |
| D. Lucke       | 0          | 0          | 0           | 0          | 0                 | 0                 | 0                 | 0                 | 0        | 0      | 0           | 0          |
| U. Mai         | 11         | 0          | 0           | 0          | 1                 | 0                 | 0                 | 0                 | 12       | 0      | 0           | 0          |
| H. Moser       | 32         | 0          | 5           | 1          | 4                 | 1                 | 1                 | 0                 | 36       | 1      | 6           | 1          |
| U. Neuhaus     | 32         | 3          | 4           | 0          | 4                 | 0                 | 0                 | 0                 | 36       | 3      | 4           | 0          |
| M. Reimann     | 0          | 0          | 0           | 0          | 0                 | 0                 | 0                 | 0                 | 0        | 0      | 0           | 0          |
| S. Sané        | 33         | 13         | 2           | 0          | 4                 | 3                 | 0                 | 0                 | 37       | 16     | 2           | 0          |
| W. Schmitz     | 2          | 0          | 1           | 0          | 1                 | 0                 | 0                 | 0                 | 3        | 0      | 1           | 0          |
| T. Siewert     | 15         | 0          | 3           | 0          | 4                 | 0                 | 0                 | 0                 | 19       | 0      | 3           | 0          |
| J. Sobiech     | 34         | 0          | 2           | 1          | 4                 | 0                 | 0                 | 0                 | 38       | 0      | 2           | 1          |
| T. Stoll       | 0          | 0          | 0           | 0          | 0                 | 0                 | 0                 | 0                 | 0        | 0      | 0           | 0          |
| R. Trenner     | 1          | 0          | 0           | 0          | 0                 | 0                 | 0                 | 0                 | 1        | 0      | 0           | 0          |
| U. Tschiskale  | 28         | 6          | 3           | 0          | 3                 | 0                 | 0                 | 0                 | 31       | 6      | 3           | 0          |
| H. Vossen      | 2          | 0          | 0           | 0          | 1                 | 0                 | 0                 | 0                 | 3        | 0      | 0           | 0          |